# 黑爾斯格羅夫 (加利福尼亞州)
黑爾斯格羅夫（英語：Hales Grove）是位於美國加利福尼亞州門多西諾縣的一個非建制地區。該地的面積和人口皆未知。

## 地理
黑爾斯格羅夫的座標為39°49′04″N 123°46′56″W / 39.81778°N 123.78222°W，而該地的平均海拔高度為347米（即1138英尺）。